# Església Sant Parascheva de Poienile Izei
L'església Sant Parascheva de Poienile Izei és una església ortodoxa romanesa de la comuna Poienile Izei, al comtat de Maramureș (Romania). La van construir el 1700 i és un dels vuit edificis que formen les esglésies de fusta de Maramureș, Patrimoni Mundial de la UNESCO i també està catalogat com a monument històric pel Ministeri de Cultura i Afers Religiosos del país.